# S/2016 J 1
S/2016 J 1 (Jupiter LIV) は、木星の第54衛星である。
2016年3月8日にスコット・S・シェパードが率いる観測チームによって発見され、S/2016 J 1 という仮符号が与えられた。発見にはマゼラン望遠鏡、すばる望遠鏡が用いられており、翌2017年6月2日の小惑星センターのサーキュラーで発見が報告された。この観測はプラネット・ナインなどを含む太陽系外縁天体の探査を目的としており、その捜索視野内に偶然木星が入っていたことから観測が行われ、発見に至った。その後6月9日に Jupiter LIV という確定番号が与えられた。なお2018年時点では衛星への命名は行われていない。
S/2016 J 1 の軌道傾斜角は 139.8° で、木星の自転とは逆向きに公転する逆行衛星である。木星から1930万kmと2270万kmの間の距離を逆行軌道で公転し、軌道傾斜角が 150° 前後の不規則衛星のグループであるアナンケ群に属していると考えられる。